# 25. Jahrhundert v. Chr.
Portal Geschichte | Portal Biografien | Aktuelle Ereignisse | Jahreskalender | Tagesartikel

◄ |
4. Jt. v. Chr. |
3. Jahrtausend v. Chr. | 2. Jt. v. Chr.  ►

◄ |
27. Jh. v. Chr. |
26. Jh. v. Chr. |
25. Jahrhundert v. Chr. |
24. Jh. v. Chr. |
23. Jh. v. Chr. |
►
Das 25. Jahrhundert v. Chr. begann am 1. Januar 2500 v. Chr. und endete am 31. Dezember 2401 v. Chr. Dies entspricht dem Zeitraum 4450 bis 4351 vor heute oder dem Intervall 3977 bis 3885 Radiokohlenstoffjahre.

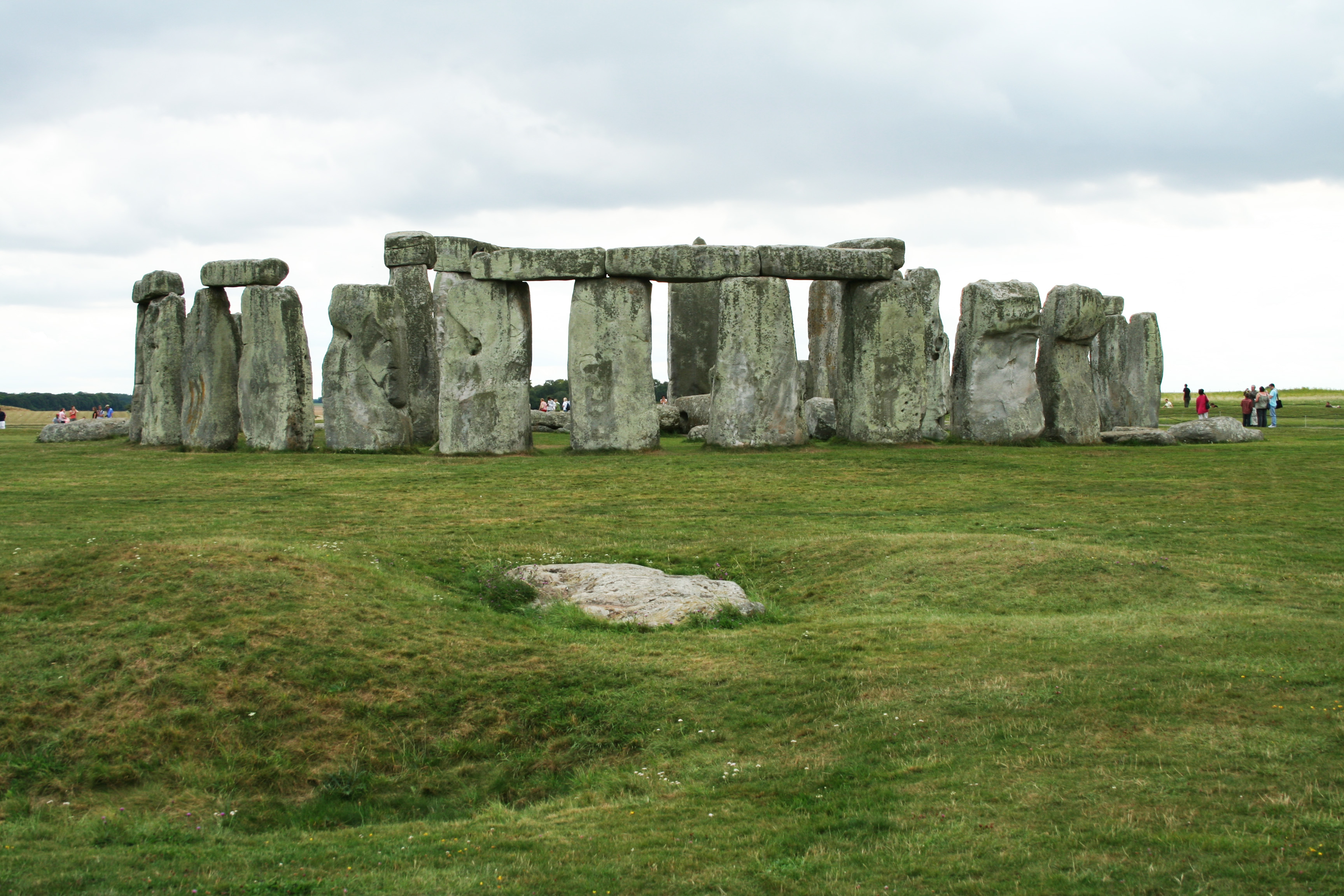
Stonehenge

## Zeitalter/Epoche
- Subboreal in Nordwesteuropa (3710 bis 450 v. Chr.).
- Endneolithikum (2800 bis 2200 v. Chr.) in Mitteleuropa.

## Ereignisse/Entwicklungen
- Um 2500 v. Chr.:

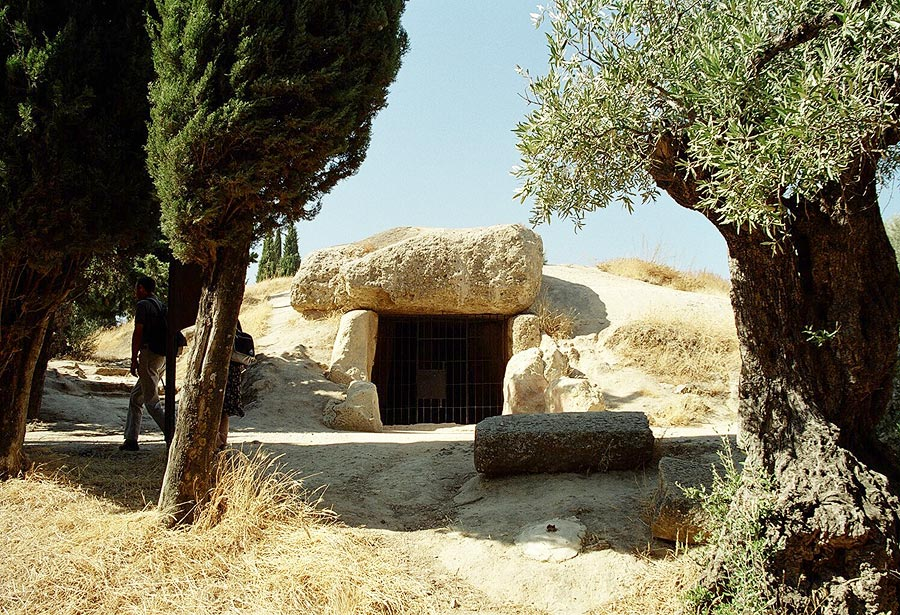
Der Dolmen de Menga

Altes Reich in Altes Ägypten sowie Stadtstaaten und weitere kulturelle Zentren.

  - In Kleinasien entstehen hattische Kleinkönigtümer.[2]
  - Erste Inuit-Einwanderer besiedeln Grönland (Saqqaq-Kultur).
  - Entstehung des Dolmen de Menga, einem Galeriegrab, das zu den größten Megalithbauten in Europa gehört[3].
  - In Griechenland holen Apnoetaucher vor allem Schwämme in großen Mengen aus dem Mittelmeer.
  - In Mesopotamien kommt es zum Krieg zwischen den sumerischen Stadtstaaten Lagaš und Umma (Lagaš-Umma-Krieg).
- 2440 bis 2100 v. Chr.:
  - Hauptbautätigkeit in Stonehenge, die Sarsensteine werden errichtet.

## Erfindungen und Entdeckungen
- Um 2500 v. Chr.:
  - Die Indusschrift wird von der Indus-Kultur entwickelt.[4]
  - Das Trampeltier wird in Zentralasien domestiziert[5].
- Um 2450 v. Chr.:
  - Auf der Geierstele[6] finden sich erstmals Abbildungen von Streitwagen (damit auch erstmalige militärische Nutzung des Rades).[7]

## Persönlichkeiten

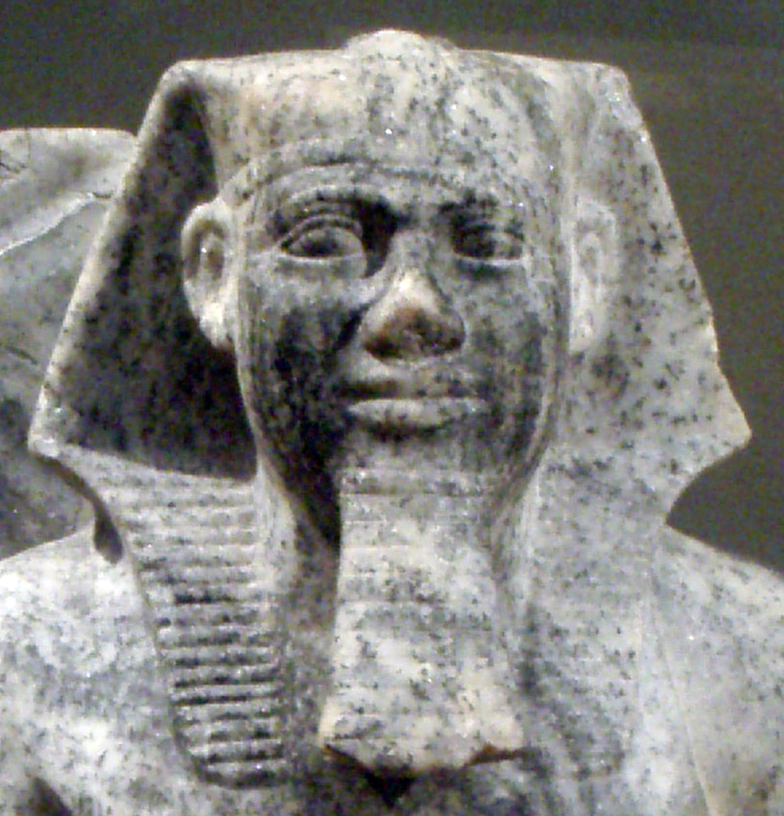
Statue von Sahure

Hinweis: Die Regierungsjahre lassen sich in diesem Jahrhundert noch nicht genau bestimmen, deshalb handelt es sich um ungefähre Schätzungen.

### Pharaonen von Ägypten
- Userkaf (2500–2490 v. Chr./Begründer der 5. Dynastie)
- Sahure (2490–2475 v. Chr.)
- Neferirkare (2475–2465 v. Chr.)
- Schepseskare (2465–2460 v. Chr.)
- Raneferef (2460–2455 v. Chr.)
- Niuserre (2455–2420 v. Chr.)
- Menkauhor (2420–2410 v. Chr.)
- Djedkare (2410–2380 v. Chr.)

### Könige von Lagaš
- Akurgal (2490–2470 v. Chr.)
- Eanatum (2470–2450 v. Chr.)
- Enmetena (2430–2400 v. Chr.)

### König von Ur
- Meskalamdug (um 2500 v. Chr.)

## Archäologische Kulturen

### Kulturen in Nordafrika
- Ägypten:
  - Altes Reich:
    - 5. Dynastie (2500 bis 2318 v. Chr.)

### Kulturen in Mesopotamien und im Nahen Osten

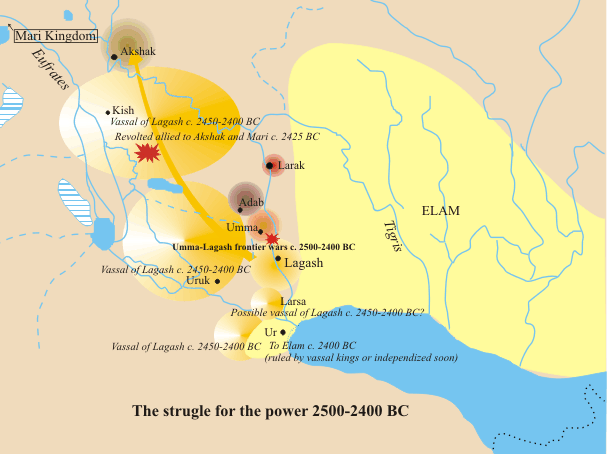
Mesopotamien, und die territorialen Machtkämpfe um 2500–2400 v. Chr.

- Frühdynastische Zeit in Mesopotamien (Sumer):
  - Kiš:
    - 2. Dynastie (2550 bis 2400 v. Chr.)

  - Uruk:
    - 2. Dynastie (2520 bis 2371 v. Chr.)

  - Ur:
    - 1. Dynastie (2550/2500 bis 2340 v. Chr.)

  - Lagaš:
    - 1. Dynastie (2550 bis 2371 v. Chr.)
- Iran:
  - Dschiroft-Kultur (4000 bis 1000 v. Chr.)
  - Schahr-e Suchte III (2500 bis 2300 v. Chr.)
  - Elam: Altelamische Zeit (2700 bis 1600 v. Chr.)
  - Susa IVA (2600 bis 2400 v. Chr.)
  - Tepe Yahya IV A (2500 bis 2200 v. Chr.), elamisch?
- Syrien:
  - Tell Brak (6000 bis 1360 v. Chr.)
  - Tall Leilan (5000 bis 1726 v. Chr.) – Phase IIId und IIa
  - Tell Chuera (5000 bis 1200 v. Chr.)
  - Tell Hamoukar (4500 bis 2000 v. Chr.)
  - Erstes Königreich in Ebla (Phase Mardikh IIa – 3000 bis 2400 v. Chr.)
- Türkei:
  - Troja:
    - Troja II (2550 bis 2200 v. Chr.)
- Bahrain:
  - Dilmun-Kultur (3000 bis 600 v. Chr.)

### Kulturen in Ostasien
- China:
  - Yangshao-Kultur (5000 bis 2000 v. Chr.), Zentral- und Nordchina
  - Yingpu-Kultur (3500 bis 2000 v. Chr.) in Taiwan
  - Liangzhu-Kultur (3400/3300 bis 2200 v. Chr.) in Südostchina
  - Longshan-Kultur (3200 bis 1850 v. Chr.) am mittleren und unteren Gelben Fluss
  - Karuo-Kultur (3200 bis 2000 v. Chr.) in China und Tibet
  - Die Shanbei-Kultur (3050 bis 2550 v. Chr.) in Jiangxi geht zu Ende
  - Majiayao-Kultur (3000 bis 2000 v. Chr.) am oberen Gelben Fluss
  - Xiaoheyan-Kultur (3000 bis 2000 v. Chr.) in der Inneren Mongolei
  - Tanshishan-Kultur (3000 bis 2000 v. Chr.) in Fujian
  - Shijiahe-Kultur (2600 bis 2000 v. Chr.) am mittleren Jangtsekiang
  - Banshan-Machang-Kultur (2500 bis 2000 v. chr.) am oberen Gelben Fluss
  - Baodun-Kultur (2500 bis 1700 v. Chr.) in Sichuan
- Korea:
  - Mittlere Jeulmon-Zeit (3500 bis 2000 v. Chr.)
- Japan:
  - Mittlere Jōmon-Zeit – Jōmon IV (3000 bis 2000 v. Chr.)
- Vietnam:
  - Đa-Bút-Kultur (4000 bis 1700 v. Chr.)
  - Hồng-Bàng-Dynastie (2879 bis 258 v. Chr.) am oberen Gelben Fluss

### Kulturen in Südasien
- Industal:
  - Indus-Kultur: Harappa-Phase
    - Harappa 3A (2600 bis 2450 v. Chr.)
    - Harappa 3B (2450 bis 2200 v. Chr.)
- Belutschistan:
  - Mehrgarh: Periode VII (ab 2600 bis 2200 v. Chr.), die Stadt wird weitgehend verlassen
  - Nal-Kultur (3800 bis 2200 v. Chr.)

### Kulturen in Nordasien
- Die Glaskowo-Kultur (3200 bis 2400 v. Chr.) in Sibirien, Mongolei und Südostrussland geht zu Ende.

### Kulturen in Europa
- Nordeuropa:
- Bootaxtkultur (4200 bis 2000 v. Chr.) in Skandinavien und im Baltikum
- Nordosteuropa:
  - Grübchenkeramische Kultur (4200 bis 2000 v. Chr. – Radiokarbonmethode: 5600 bis 2300 v. Chr.) in Norwegen, Schweden, Baltikum, Russland und Ukraine
  - Rzucewo-Kultur (5300 bis 1750 v. Chr.) im Baltikum und Polen
  - Narva-Kultur (5300 bis 1750 v. Chr.) in Estland, Lettland und Litauen
- Osteuropa:
  - Jamnaja-Kultur (3600 bis 2300 v. Chr.) in Russland und in der Ukraine
  - Fatjanowo-Kultur (3200 bis 2300 v. Chr. nach Anthony) in Russland[8]
  - Kura-Araxes-Kultur (3500/3000 bis 2000/1900 v. Chr.) im Kaukasus
- Südosteuropa:
  - Griechenland:
    - Griechisches Festland, Frühhelladische Phase FH II (2700 bis 2200 v. Chr.)
    - Kykladenkultur (3200 bis 1100 v. Chr.), Frühkykladische Phase FK II (2700 bis 2200 v. Chr.) mit
      - Keros-Syros-Kultur (2700 bis 2300 v. Chr.)

  - Kreta – frühminoische Vorpalastzeit FM II (2700 bis 2200 v. Chr.)
- Mitteleuropa:
  - Auslaufen der Remedello-Kultur (3400 bis 2400 v. Chr.) in Norditalien
  - Vlaardingen-Kultur (3350 bis 1950 v. Chr.) in den Niederlanden
  - Gaudo-Kultur (3150 bis 2300 v. Chr.) in Süditalien
  - Schönfelder Kultur (2900 bis 2100 v. Chr.) in Deutschland und Tschechien
  - Einzelgrabkultur (2800 bis 2300 v. Chr.) in Norddeutschland, Polen, Baltikum und Südskandinavien
  - Schnurkeramische Kultur (2800 bis 2200 v. Chr.) in Mitteleuropa, Baltikum und Russland
- Westeuropa:
  - Kultur der Grooved Ware in Großbritannien und Irland (3400 bis 2000 v. Chr.)
  - Die Chassey-Lagozza-Cortaillod-Kultur (4600 bis 2400 v. Chr.) in Frankreich, Schweiz und Italien verschwindet
  - Seine-Oise-Marne-Kultur (3100 bis 2000 v. Chr.) in Nordfrankreich und Belgien
  - Peu-Richard-Kultur (2850 bis 2150 v. Chr.) im zentralen Westfrankreich – Rezente Stufe Peu-Richard II
  - Artenac-Kultur (2500 bis 2000 v. Chr.) in West- und Südwestfrankreich
  - Megalithische Bauwerke:
    - Frankreich (4700 bis 2000 v. Chr.)
    - Großbritannien (ab 3800 v. Chr.)
      - Stonehenge 3 II (2600 bis 2400 v. Chr.)

    - Iberische Halbinsel (4000 bis 2000 v. Chr.): Spanien und Portugal
      - Los Millares (3200 bis 1800 v. Chr.)
      - Vila Nova de São Pedro (2700 bis 1300 v. Chr.)

    - Malta: Nekropole von Tarxien (2500 bis 1500 v. Chr.)

### Kulturen in Amerika
- Nord- und Zentralamerika:
  - Archaische Periode. Errichtung von Mounds in den östlichen Waldgebieten ab 4000 v. Chr.
- Südamerika:
  - Chinchorro-Kultur (7020 bis 1500 v. Chr.) in Nordchile und Südperu
  - Valdivia-Kultur (3950 bis 1750 v. Chr.) in Ecuador
  - Norte-Chico-Kultur (3500 bis 1800 v. Chr.) in Peru mit
    - Caral (ab 3000 v. Chr.), Präkeramikum IV – VI

  - San-Agustín-Kultur (3300 v. Chr. bis 1550 n. Chr.) in Kolumbien